# Iadul în ficțiune

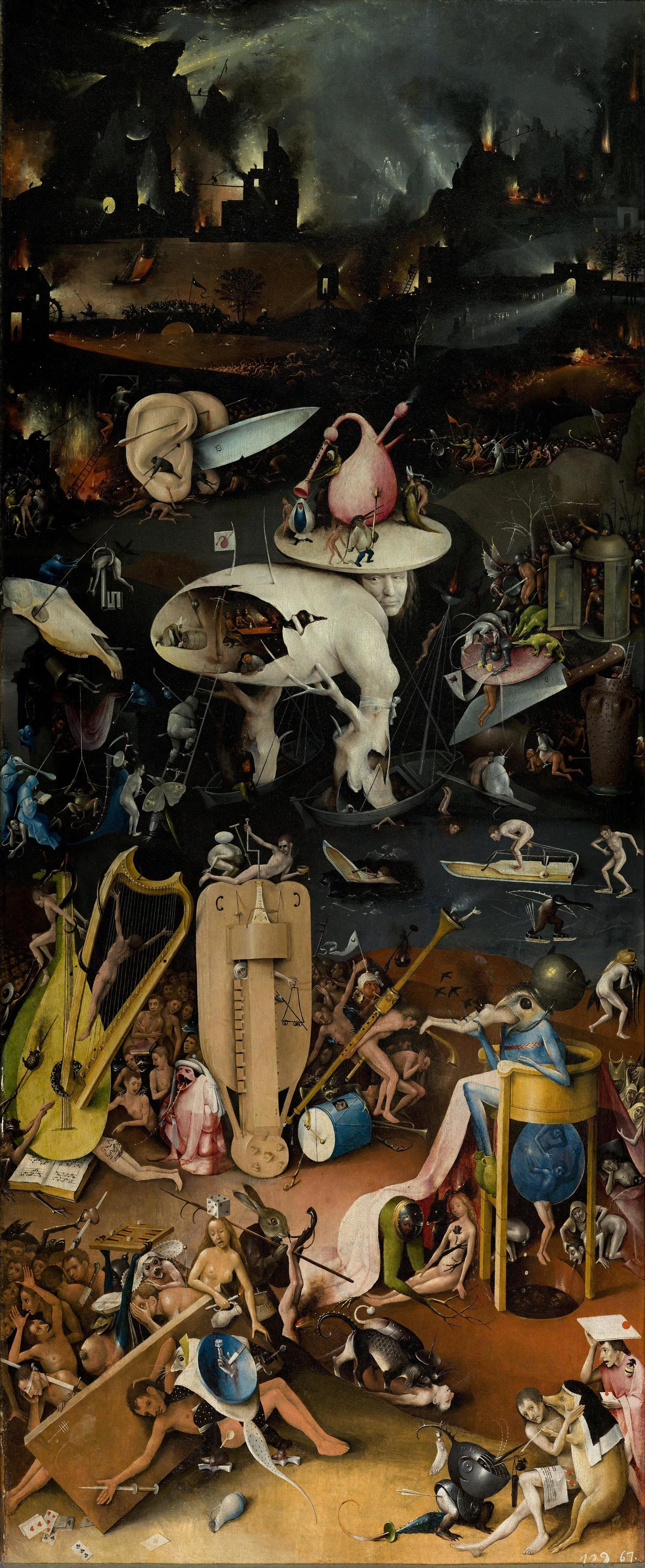
Grădina desfătărilor umane, pictură de Hieronymus Bosch - partea din dreapta a tripticului cu reprezentarea iadului

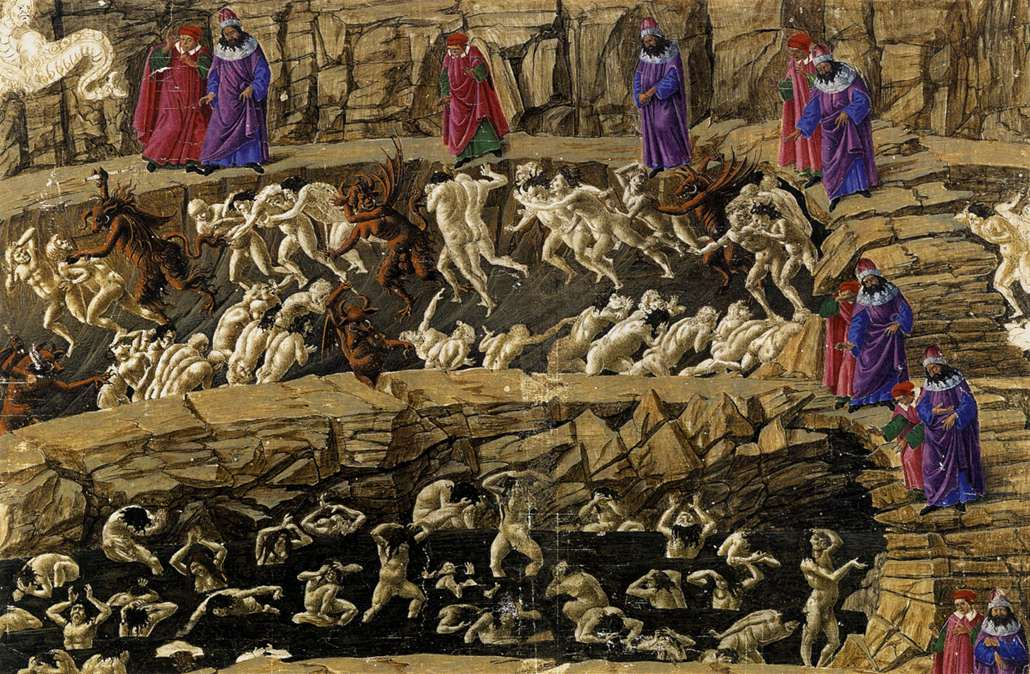
Sandro Botticelli - Inferno

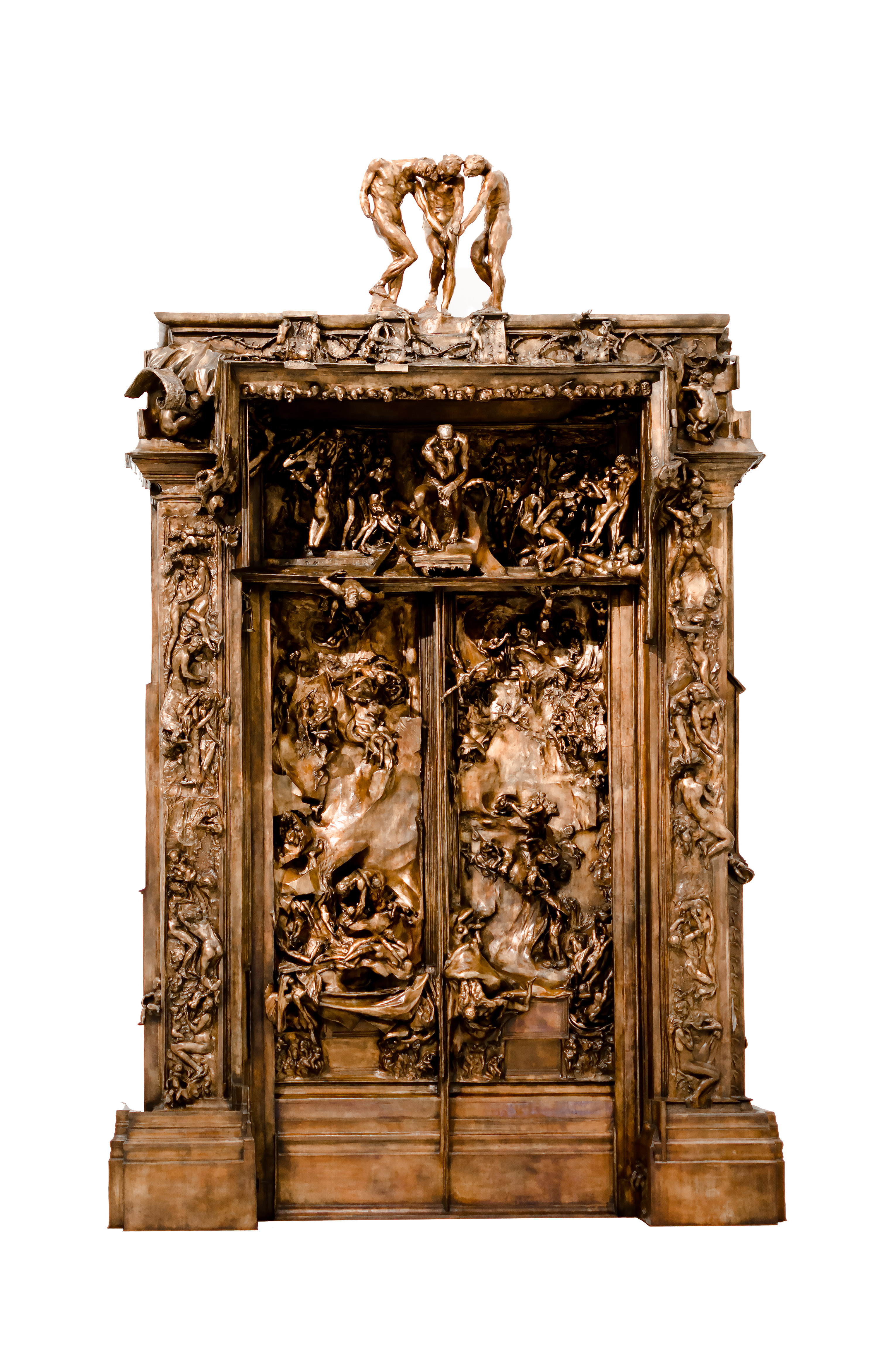
Sculptura lui Auguste Rodin, Poarta Infernului

Iadul este un cadru comun întâlnit în artă, literatură și cultura populară (în special genurile horror și fantezie).

## Artă
Probabil, cele mai cunoscute opere de artă care prezintă iadul sunt picturile medievale ale olandezului Hieronymus Bosch. Grădina desfătărilor umane (El jardín de las delicias)  este probabil cea mai cunoscută pictură a sa. Grădina desfătărilor umane este titlul modern dat acestei picturi în ulei, triptic pe panou de stejar, care a fost creată de maestrul olandez Hieronymus Bosch, între 1490 și 1510, când Bosch avea între 40 și 60 de ani. Este găzduită în Museo del Prado din Madrid din 1939. Prezintă scene din rai (stânga), grădina plăcerilor (centru) și din iad.
- Sandro Botticelli, Gustave Doré au realizat ilustrații pentru lucrarea lui Dante,  Divina Comedie, inclusiv vizita lui Dante în Iad.
- Auguste Rodin a realizat o sculptură,  Poarta Infernului   (franceză: La Porte de l'Enfer), bazată pe Iadul descris în  Divina Comedie.[4]

## Literatură

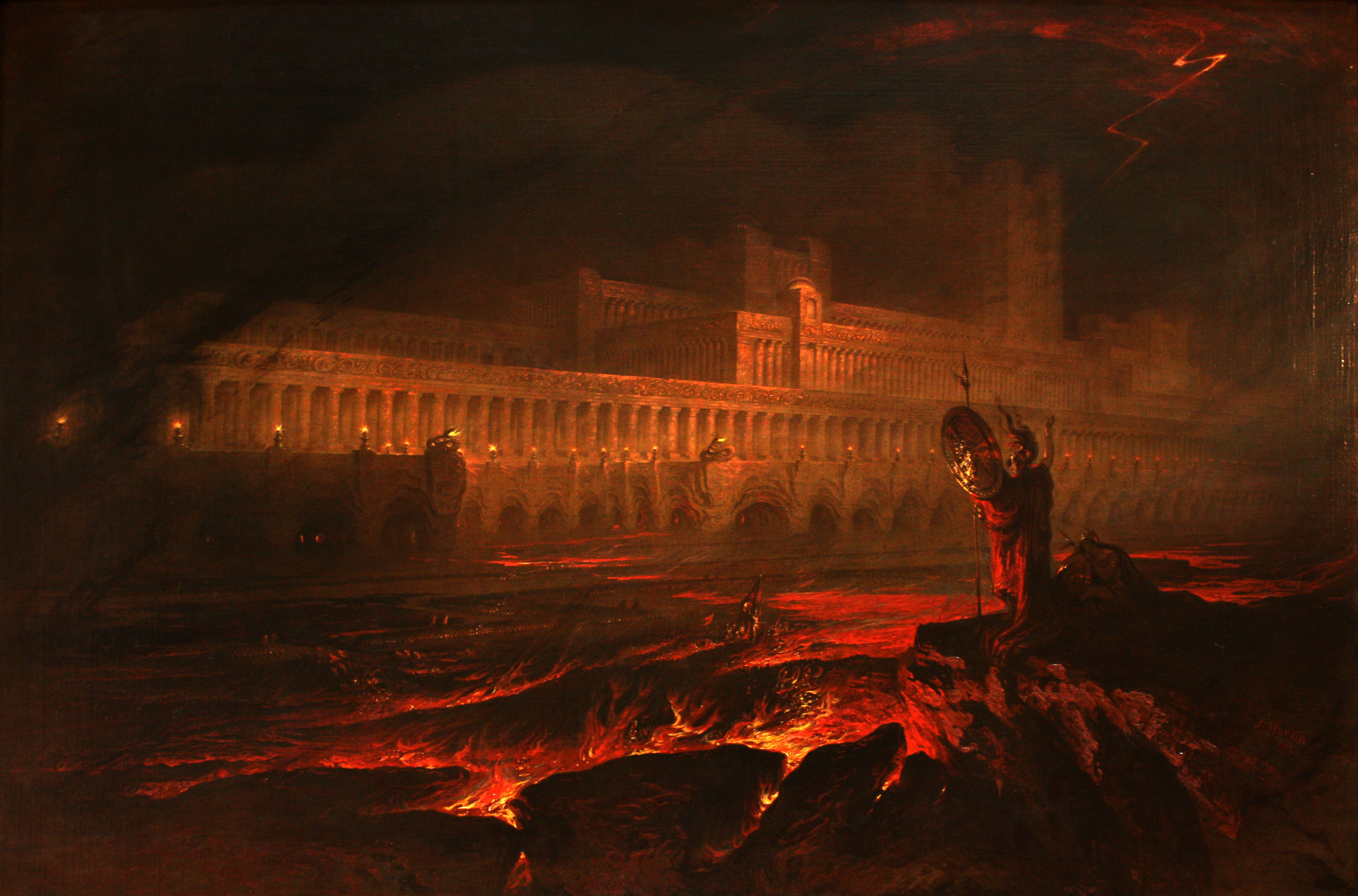
John Martin, Pandemonium (capitala Iadului în Paradisul pierdut), imagine din 1841

Celebra operă a lui Dante Alighieri, Divina Comedie povestește cum vizitează Raiul și Iadul. Vizita sa în Iad este probabil cea mai cunoscută ilustrare literară a conceptului. Iadul își are intrarea în emisfera nordică, cealaltă parte a lumii spre Purgatoriu, iar fundul Iadului se află în centrul Pământului. Iadul este împărțit sistematic în torturi tematice pentru crime de aceeași natură în cele nouă cercuri ale sale, de exemplu, persoanele care au fost violente împotriva altora sunt prizoniere în al șaptelea cerc al iadului, într-un râu fierbinte de sânge, cu centauri care trag săgeți pentru a-i ține la locul lor. Oamenii sunt judecați de șarpele Minos. Iadul a fost creat prin căderea lui Lucifer; acesta este prins în ultimul nivel, al trădătorilor. Iadul este înconjurat de râul Acheron. Dante susține că a văzut mai mulți oameni celebri torturați în iad: personaje biblice (Iuda, Cain, ...), personaje mitologice (Medusa, Minotaurul, ...), personaje istorice (Nero, Brutus, Attila Hun, etc.) și oameni din propria sa viață. Călătoria sa este descrisă cu multe detalii imaginative.
În poemul epic Paradisul pierdut din 1867 al lui John Milton, Lucifer și ceilalți îngeri căzuți (cum ar fi Beelzebub, Belial și Molech) sunt închiși în Iad pentru că s-au răzvrătit împotriva lui Dumnezeu după nașterea lui Hristos. Iadul este căderea de nouă zile din Rai și de trei ori mai departe decât Pământul. Între acesta și restul Universului se află Haosul și Noaptea. În Iad, îngerii căzuți construiesc Pandemonium. Poarta iadului este păzită de Sin (Păcat), fiica Satanei. În cartea 10, un pod este construit dinspre iad spre pământ de Sin și Moarte după căderea omului în păcat, cădere care a fost cauzată de Lucifer, în timp ce îngerii căzuți sunt transformați în șerpi.
În 1758, Emanuel Swedenborg a publicat în latină cartea De Caelo et Eius Mirabilibus et de inferno, ex Auditis et Visis (Minunile Raiului și Iadul, și lucruri pe care le-auzit și le-am văzut) în care oferă o descriere detaliată a vieții de apoi; modul în care oamenii trăiesc după moartea corpului fizic. În lumea creștină se crede că la început îngerii și diavolii au fost creați în cer, de asemenea, că diavolul sau Satana au fost un înger al luminii, dar după ce s-a răzvrătit a fost gonit cu o treime din îngeri și astfel s-a format iadul. Swedenborg afirmă că, dimpotrivă, fiecare înger sau diavol și-a început viața ca membru al rasei umane. Cu alte cuvinte, nu există îngeri sau demoni care nu au fost oameni pe Pământ mai întâi.
În piesa de teatru Huis Clos (Cu ușile închise, 1944) de Jean-Paul Sartre,  trei personaje se trezesc așteptând într-o cameră misterioasă fără oglinzi. Este o ilustrare a vieții de apoi, în care trei personaje decedate sunt pedepsite prin faptul că sunt închise într-o cameră împreună pentru eternitate și își reproșează unul altuia păcatele comise în viață.
În Inside Outside (1964) de Philip José Farmer, „Iadul” este de fapt o navă spațială masivă, controlată de ființe extraterestre hiper-morale, ultra-puternice, care au posibilitatea de a captura multe, dacă nu chiar toate sufletele, încorporându-le în corpuri nemuritoare (cu condiția să fie hrănite în mod regulat). Oamenii au preluat controlul asupra Iadului și au înlocuit inscripția tradițională (așa cum și-a imaginat-o Dante), „Abandonează orice speranță...” (scrisă în italiană) cu una nouă: „Nu abandona speranța” (scrisă în ebraică).
În romanul Faust Eric (1990) de Terry Pratchett, Iadul se dovedește a fi un loc împânzit de birocrați, în care regele demonilor, Astfgl a ajuns la concluzia că plictiseala este cea mai bună formă de tortură. Osândiții trebuie să urmărească repetat imagini din vacanțele altor persoane, să asculte muzică din lifturi și să citească cu voce tare fiecare clauze din cele 40.000 de volume de reguli de sănătate și securitate.

## Filme
- Iadul apare în filmul Häxan (1922) care este un studiu despre modul în care superstiția și neînțelegerea bolilor, mai ales a bolilor mintale, ar putea duce la isteria vânătorilor de vrăjitoare.
- Dante's Inferno (1924)
- Faust (1926)
- Dante's Inferno (1935)
- Cabin in the Sky (1943)
- Heaven Can Wait (1943)
- Evadat din infern (Angel on My Shoulder, 1946)
- Damn Yankees (1958)
- Santa Claus (1959)
- The Devil's Messenger (1961)
- Scrooge (1970)
- Tales from the Crypt (1972)
- The Devil in Miss Jones (1973)
- Seria Hellraiser (1987-2018)
- Bill și Ted merg în iad (Bill & Ted's Bogus Journey, 1991)
- Jason Goes to Hell: The Final Friday (1993)
- Viața lui Harry (Deconstructing Harry, 1997)
- Destinație mortală (Event Horizon, 1997)  - motorul gravitațional al navei a deschis o poartă către o dimensiune asemănătoare iadului în afara universului cunoscut.
- O iubire fără sfârșit (What Dreams May Come, 1998) - protagonistul coboară în Iad, unde are șansa să învețe de la Diavolul însuși (interpretat de Billy Crystal), printre altele despre semnificația de a avea aer condiționat în Iad și apoi continuă prin a-și descoperi propriul tată.
- Copiii Iadului (Little Nicky, 2000)
- Freddy vs. Jason (2003)
- Filmul The Light of the World (2003) prezintă evenimentele din Biblie prin 360 de picturi în ulei de Fred Carter, printre care scene din rai și iad.[8][9]
- Constantine (2005)
- Silent Hill (2006)
- Târâtă în iad (Drag Me to Hell, 2009)
- Inferno (2016)

## Televiziune
- Buffy, spaima vampirilor și Angel
- Supernatural
- În slujba diavolului (Reaper)
- Episoadele  The Twilight Zone: "A Nice Place to Visit", "The Hunt" etc.
- Sabrina: Între lumină și întuneric (Chilling Adventures of Sabrina) - sezonul 3
- Lucifer

## Jocuri video
- Mortal Kombat
- Afterlife (1996)
- Bayonetta (2009)
- Dante's Inferno (2010)
- seria Devil May Cry
- Diablo
- Diablo II
- seria Doom
- Fear Effect
- Hellgate: London
- Painkiller
- Tony Hawk's Underground 2
- seria Heroes of Might and Magic conține o rasă Inferno
- Dwarf Fortress
- Super Meat Boy
- Saints Row: Gat out of Hell
- Skullgirls

## Legături externe
- Ten of the best visions of hell in literature, theguardian.com
- Artistic visions of heaven and hell, cbsnews.com

## Vezi și
- Raiul în ficțiune